# Ốc nước ngọt

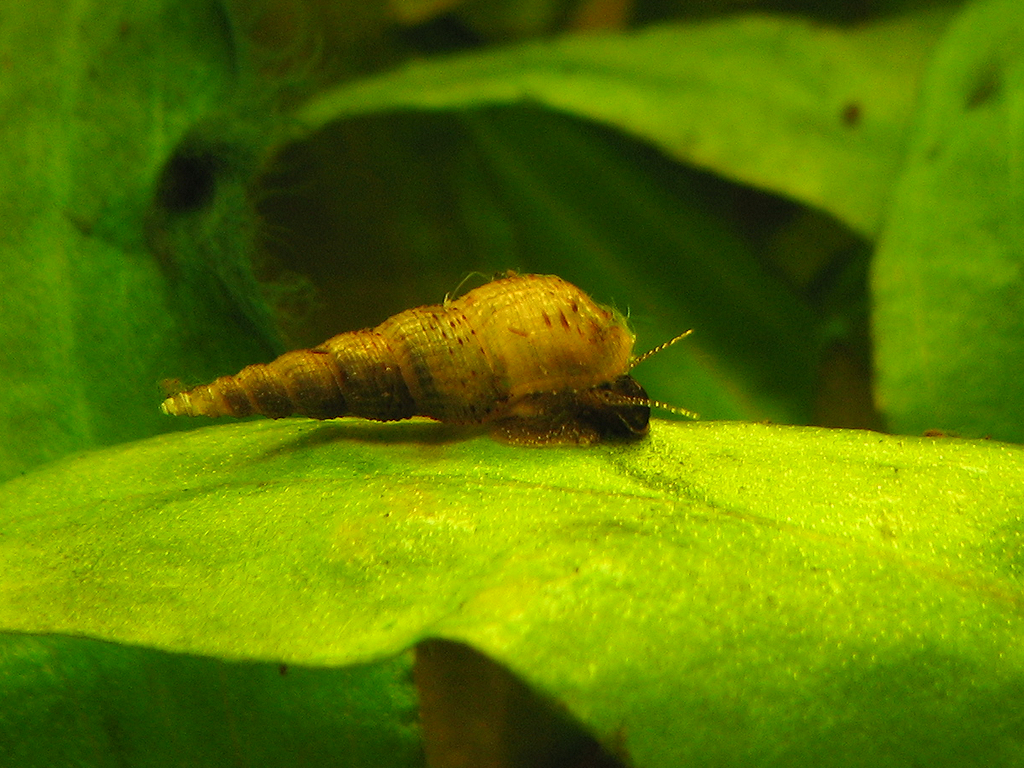
Một con ốc nước ngọt

Ốc nước ngọt là những loài ốc thuộc loài động vật nhuyễn thể nước ngọt cùng với các loại động vật thủy sinh nước ngọt như trai và các loại khác, tức là động vật hai mảnh vỏ nước ngọt. Cụ thể là một con ốc nước ngọt chính là một cấu trúc sinh học sống trong môi trường không phải là biển (nước ngọt) và môi trường sống nước chảy. Phần lớn các loài chân bụng nước ngọt có vỏ, với rất ít ngoại lệ. Một số nhóm ốc sống trong nước ngọt sử dụng mang để thở. Những loài khác cần nhô hay trồi lên bề mặt nước để hít thở không khí.

## Đa dạng
Theo các nỗ lực phân loại hiện nay, có khoảng 4.000 loài chân bụng nước ngọt (từ 3,795 đến 3,972). Ít nhất 33-38 dòng độc lập của lớp chân bụng đã sinh sống thành công môi trường nước ngọt. Không thể để xác định số lượng chính xác số lượng những loài nào, bởi vì việc phân loại chúng vẫn chưa được làm rõ trong họ Cerithioidea. Có từ sáu đến tám thuộc những loài độc lập ở Bắc Mỹ. Năm 2005, việc phân loại được thực hiện trên nguyên tắc phân loại của Bouchet & Rocroi (2005) sau đó thay đổi vào năm 2010 theo phân loại của Jörger.
Ốc nước ngọt là vật chủ trung gian thường gắn liền với các bệnh sán nhiễm qua đường thức ăn gây bệnh ở gan, phổi, ruột người và động vật. Ước tính có tới 350 loài ốc có liên quan đến sức khoẻ con người và động vật. Ốc có thể được phân chia thành hai nhóm chính: Ốc thủy sinh chỉ sống được dưới nước và ốc lưỡng cư sống được cả trên cạn. Trong đó, nhiều loài là vật chủ trung gian của các loài sán ký sinh ở người như: 
- Ốc mút (Melanoides tuberculatus) là vật chủ trung gian của sán lá gan và sán lá phổi
- Ốc vành tai (Lymnaea swinhoei) là vật chủ trung gian của sán lá gan lớn
- Ốc chanh (Lymnaea viridis) là vật chủ trung gian của sán lá gan lớn
- Ốc nhỏ (Tricula aperta) là vật chủ trung gian của sán máng.